# Власов, Михаил Калистратович
Михаил Калистратович Власов (род. 1911, Тарбагатай, Верхнеудинский уезд, Забайкальская область, Российская империя) — советский хозяйственный, государственный и политический деятель, Герой Социалистического Труда.

## Биография
Родился в 1911 году в Тарбагатае. Член КПСС.
С 1930 года — на хозяйственной, общественной и политической работе. В 1930—1956 гг. — на электростанции, ремонте шоссейных дорог, в леспромхозе города Улан-Удэ, ловец Пенжинского, Корфского и Крутогоровского рыбкомбинатов, инициатор социалистического соревнования, бригадир морского ставного невода Кихчикского рыбокомбината Главкамчатрыбпрома.
Указом Президиума Верховного Совета СССР от 2 марта 1957 года присвоено звание Героя Социалистического Труда с вручением ордена Ленина и золотой медали «Серп и Молот».
Избирался депутатом Верховного Совета СССР 3-го созыва.
Умер после 1960 года.